# Карантин растений
Карантин растений — комплекс государственных мероприятий, позволяющих предупредить проникновение и распространение опасных вредителей, болезней и сорняков сельскохозяйственных культур. Карантин растений направлен на защиту растительных ресурсов страны.
В задачу карантинной службы входит проверка растений, семян, посадочного материала, зернопродуктов, плодов и овощей на обнаружение опасных вредителей, возбудителей болезней растений, а также карантинных сорняков в больших товарных партиях, посылках, бандеролях, багаже пассажиров, прибывающих из других государств, а также транспортных средств, складов и предприятий, хранящих и перерабатывающих импортную подкарантинную продукцию.

## Определения
Карантин растений — правовой режим, предусматривающий систему государственных мероприятий, направленных на предотвращение интродукции и/или распространения карантинных вредных организмов для охраны растительных ресурсов страны, а также для обеспечения официальной борьбы с вредными организмами, устанавливаемый органом исполнительной власти, осуществляющим функции по контролю и надзору в сфере карантина и защиты растений.
Различают внешний и внутренний карантин растений.
- Внешний карантин растений — система карантинных мероприятий, направленных на предотвращение ввоза с импортным и предотвращения вывоза с экспортируемым подкарантинным материалом карантинных объектов и других опасных вредных организмов растений, регламентированных страной-импортёром[2].
- Внутренний карантин растений — система карантинных мероприятий, направленных на предотвращение распространения карантинных объектов внутри страны, своевременное выявление, локализацию и ликвидацию очагов карантинных объектов[2].

## История

### Карантин растений в общемировом масштабе
Первый закон по карантину растений появился во Франции в 1660 году в связи с эпифитотиями стеблевой ржавчины. С 1870 по 1915 год карантинные законы были приняты большинством стран с развитым сельскохозяйственным производством (Франция, Германия, Австрия, США, Мексика, Австралия), которые участвовали в обмене растительными материалами. К 70-м годам XX века более 100 стран установили карантинные правила и создали учреждения, наблюдающие за их выполнением.

### Карантин растений в Российской империи и СССР
В России первый закон по карантину растений был издан в 1873 году. В 1931 году в СССР была создана карантинная служба, осуществлявшая общее руководство карантинными мероприятиями через Государственную карантинную инспекцию Главное управление защиты растений Министерства сельского хозяйства СССР и подчинённых ей республиканских и областных карантинных инспекций. В том же году был утверждён первый перечень карантинных болезней и вредителей, а в 1935 году — карантинных сорняков.

### Карантин растений в США
В Соединённых Штатах карантинную функцию сохраняет Animal and Plant Health Inspection Service, хотя близко союзническая функция пограничного контроля была передана Министерству внутренней безопасности США.

## Карантинный вредный организм
Согласно законодательству РФ, карантинный вредный организм — это вредный организм, отсутствующий или ограниченно распространенный на территории Российской Федерации; при этом под вредным организмом понимается растение любого вида, сорта или биологического типа, животное или болезнетворный организм любого вида, расы, биологического типа, способные нанести вред растениям или продукции растительного происхождения.
Согласно действующему законодательству, федеральный орган исполнительной власти по обеспечению карантина растений (сейчас — Россельхознадзор) утверждает перечень карантинных объектов.
На данный момент действует Приказ от 26 декабря 2007 года № 673 по Министерству сельского хозяйства РФ «Об утверждении перечня карантинных объектов», согласно которому был составлен список карантинных объектов.